# Secretário-geral da Organização dos Estados Americanos

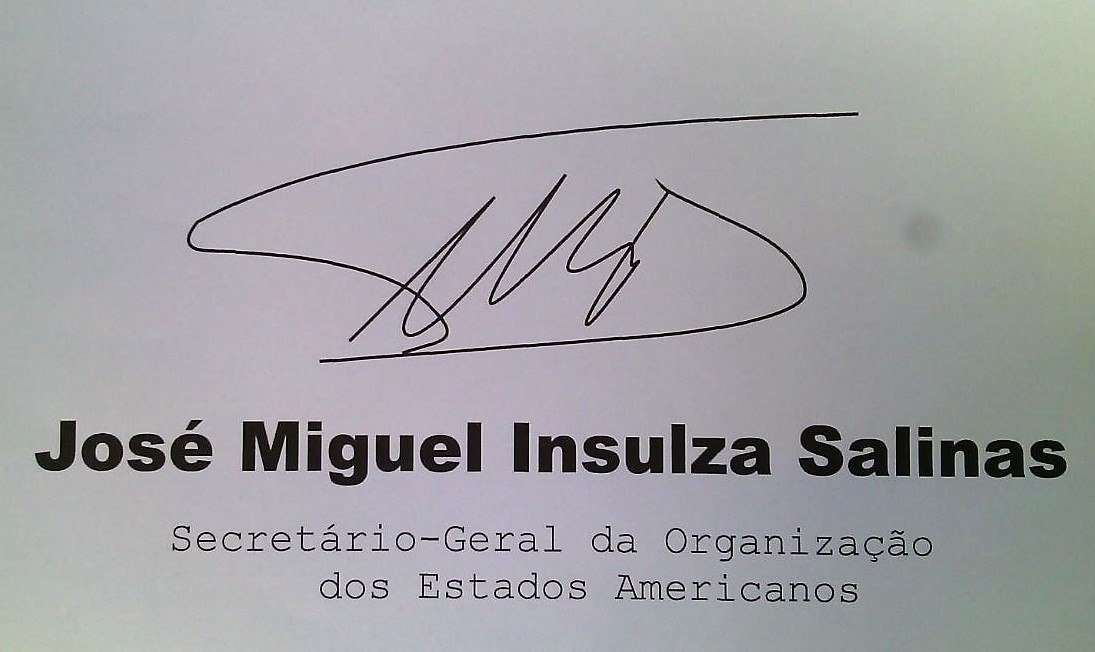
Assinatura de José Miguel Salinas, um dos que foram titulares do cargo.

O Secretário-geral da Organização dos Estados Americanos é, de acordo com a Carta da Organização dos Estados Americanos, o cargo a que compete dirigir a Secretaria-Geral, por ser o representante legal da mesma, e [...] ser responsável perante a Assembléia Geral pelo cumprimento adequado das obrigações e funções da Secretaria-Geral.

## Eleição, mandato e competências
O Secretário-geral da Organização será eleito pela Assembléia Geral para um mandato de cinco anos e não poderá ser reeleito mais de uma vez ou sucedido por uma pessoa da mesma nacionalidade. No caso em que o gabinete do Secretário-Geral torna-se vago, o Secretário-Geral Adjunto assumirá as suas funções até que a Assembléia Geral procederá à eleição de um novo Secretário-Geral para um mandato completo.
O Secretário-geral, ou seu representante poderá participar, com voz, mas sem direito a voto em todas as reuniões da Organização.
O Secretário-geral poderá levar à atenção da Assembléia Geral ou do Conselho Permanente qualquer assunto que em sua opinião possa ameaçar a paz e a segurança do Hemisfério, ou o desenvolvimento dos Estados-membros.

## Lista de secretários-gerais da OEA
| Nº | Secretário-geral            | Período                      | Estado         |
| -- | --------------------------- | ---------------------------- | -------------- |
| 1  | Alberto Lleras Camargo      | 1948 – 1954                  | Colômbia       |
| 2  | Carlos Dávila               | 1954 – 1955                  | Chile          |
| 3  | José A. Mora                | 1956 – 1968                  | Uruguai        |
| 4  | Galo Plaza                  | 1968 – 1975                  | Equador        |
| 5  | Alejandro Orfila            | 1975 – 1984                  | Argentina      |
| 6  | João Clemente Baena Soares  | 1984 – 1994                  | Brasil         |
| 7  | César Gaviria               | 1994 – 2004                  | Colômbia       |
| 8  | Miguel Ángel Rodríguez      | Setembro 2004 – Outubro 2004 | Costa Rica     |
| –  | Luigi R. Einaudi (Interino) | Outubro 2004 – Maio 2005     | Estados Unidos |
| 9  | José Miguel Insulza         | 2005 – 2015                  | Chile          |
| 10 | Luis Almagro                | 2015 – Presente              | Uruguai        |
| 11 | Albert Ramdin               | eleito                       | Suriname       |

## Secretário-geral adjunto
- William Manger (Estados Unidos) (1948-1958)
- William Sanders (Estados Unidos) (1958-1968)
- M. Rafael Urquía (El Salvador) (1968-1975)
- Jorge Luis Zelaya Coronado (Guatemala) (1975-1980)
- Val T. McComie (Barbados) (1980-1990)
- Christopher R. Thomas (Trindade e Tobago) (1990-2000)
- Luigi R. Einaudi (Estados Unidos) (2000 – Julho De 2005)
- Albert Ramdin (Suriname) (19 De Julho De 2005– 2015)
- Nestor Mendez (Belize) (17 de julho de 2015 - Presente)